# Oberterzen
Oberterzen ist eine Ortschaft der politischen Gemeinde Quarten im Kanton St. Gallen in der Schweiz.
Das Feriendorf Oberterzen ist das höchstgelegene Dorf der Gemeinde Quarten, zu der auch Unterterzen, Quarten, Quinten, Murg, Mols gehören. 
Im Dorfzentrum befindet sich die Mittelstation der Gondelbahn Unterterzen–Oberterzen–Tannenboden. Mit ihr erreicht man in zehn Minuten das Skigebiet Flumserberg.